# Bridgewater (Nuevo Hampshire)
Bridgewater es un pueblo ubicado en el condado de Grafton en el estado estadounidense de Nuevo Hampshire. En el Censo de 2010 tenía una población de 1.083 habitantes y una densidad poblacional de 19,51 personas por km².

## Geografía
Bridgewater se encuentra ubicado en las coordenadas 43°40′6″N 71°41′15″O / 43.66833, -71.68750. Según la Oficina del Censo de los Estados Unidos, Bridgewater tiene una superficie total de 55.51 km², de la cual 55 km² corresponden a tierra firme y (0.91%) 0.51 km² es agua.

## Demografía
Según el censo de 2010, había 1.083 personas residiendo en Bridgewater. La densidad de población era de 19,51 hab./km². De los 1.083 habitantes, Bridgewater estaba compuesto por el 98.61% blancos, el 0.18% eran afroamericanos, el 0.09% eran amerindios, el 0.37% eran asiáticos, el 0.28% eran isleños del Pacífico, el 0.09% eran de otras razas y el 0.37% pertenecían a dos o más razas. Del total de la población el 0.28% eran hispanos o latinos de cualquier raza.